# Manuela Moreno (actriz)
Manuela Moreno Noguera es una actriz chilena. Forma parte de una familia de personas relacionadas con el arte, en la que están incluidos Piedad Noguera (su madre, gestora cultural), Héctor Noguera (su abuelo, actor) y Catalina Stuardo (su hermana, actriz). Tiene un hijo llamado Beltrán. Posee estudios en terapias complementarias.

## Biografía

### Primeros años
Manuela Moreno asegura que, cuando cursaba la escuela, pensó ser actriz, pero luego lo descartó.

(...) En el colegio estaba decidida que iba a estudiar teatro, pero algo pasó, me dio vergüenza o no estaba segura (...)
Manuela Moreno

A los dieciocho años, se fue a viajar por el mundo, visitando países como Argentina, Francia y Reino Unido, trabajando en cosas tan diversas como mesera o vendedora de seguros. A los veintitrés años, tuvo a su hijo Beltrán. Luego, estudió terapias complementarias.

### Carrera
En 2017, participó de un taller de actuación en el canal de televisión Mega, dirigido por Moira Miller. Luego, participó de un casting y fue seleccionada para un papel en la telenovela Juegos de poder, del mismo canal. En esta ficción, interpretó a Florencia Beltrán, nieta del rol de Tito Noguera, su abuelo en la vida real.

## Filmografía

### Telenovelas
| Año  | Telenovela      | Rol               | Canal | Ref.  |
| ---- | --------------- | ----------------- | ----- | ----- |
| 2019 | Juegos de poder | Florencia Beltrán | Mega  | [ 1 ] |